# Willi Evseev
Wilhelm Evseev (ur. 14 lutego 1992 w Temyrtau) – niemiecki piłkarz pochodzenia kazachskiego występujący na pozycji pomocnika. Zawodnik 1. FC Nürnberg.

## Kariera klubowa
Evseev treningi rozpoczął w 1996 roku w Hannoverze 96. W 2010 roku został włączony do jego rezerw, grających w Regionallidze Nord. W sezonie 2010/2011 rozegrał tam 27 spotkań i zdobył 3 bramki. Znajdował się także w kadrze pierwszej drużyny, jednak nie wystąpił w niej ani razu. W połowie 2011 roku został wypożyczony do austriackiego zespołu SC Wiener Neustadt. W tamtejszej Bundeslidze zadebiutował 23 lipca 2011 roku w przegranym 0:2 pojedynku z Rapidem Wiedeń. W sezonie 2011/2012 w lidze austriackiej zagrał 20 razy. Po zakończeniu tamtego sezonu Evseev wrócił do Hannoveru.

## Kariera reprezentacyjna
Evseev jest byłym reprezentantem Niemiec U-15, U-16, U-17 oraz U-18.